# ALTO (XML)
Pour les articles homonymes, voir ALTO.
ALTO (Analysed Layout and Text Object) est un standard XML permettant de rendre compte de la mise en page physique et de la structure logique d'un texte transcrit par reconnaissance optique de caractères (OCR). Le format est issu du projet européen METAe.
Ce schéma maintenu par la Bibliothèque du Congrès et la Bibliothèque nationale de France, est très utilisé pour la conversion en mode texte (OCR) en France et à l’étranger.
Il est très adapté à la conservation à long terme des données issues de la conversion ; il permet une réutilisation ultérieure du mode texte, dans la mesure où il contient pour chaque boîte de texte :
- les coordonnées,
- le taux de confiance de reconnaissance
- des éléments de forme (police par ex.).

Le format s'adapte tout particulièrement aux politiques de numérisation actuelles, il permet la superposition de l’image et du texte (en PDF par ex.).
La Bibliothèque nationale de Finlande a développé un éditeur en ligne permettant aux utilisateurs de corriger le texte reconnu de façon logicielle et d'ainsi améliorer le résultat de façon collaborative.

## Exemple
Partie décrivant la mise en page physique The Winchester news. (Winchester, Ky.)
```
  
<alto>

    
<Description>

    
...
 
<!-- Méta-données -->

    
</Description>

    
<Styles>

        
<TextStyle
 
ID=
"ID3"
 
FONTSIZE=
"10.0"
/>

    
</Styles>

    
<Layout>

        
<Page
 
ID=
"ID1"
 
HEIGHT=
"25941"
 
WIDTH=
"20463"
 
PHYSICAL_IMG_NR=
"1"
 
PRINTED_IMG_NR=
"[1]"
 
PROCESSING=
"ID0"
>

            
<PrintSpace
 
HEIGHT=
"24453.0"
 
WIDTH=
"19500.0"
 
HPOS=
"294.0"
 
VPOS=
"954.0"
 
PC=
"0.93230003"
>

                
<TextBlock
 
ID=
"ID2"
 
HEIGHT=
"1701"
 
WIDTH=
"16026"
 
HPOS=
"294"
 
VPOS=
"972"
 
type=
"simple"
 
language=
"en"
>

                    
<TextLine
 
HEIGHT=
"90.0"
 
WIDTH=
"3570.0"
 
HPOS=
"3960.0"
 
VPOS=
"972.0"
>

                        
<String
 
HEIGHT=
"81.0"
 
WIDTH=
"36.0"
 
HPOS=
"3960.0"
 
VPOS=
"981.0"
 
CONTENT=
"J"
 
WC=
"0.8095238"
/>

                        
<SP
 
WIDTH=
"36.0"
 
HPOS=
"3996.0"
 
VPOS=
"981.0"
/>

                        
<String
 
HEIGHT=
"66.0"
 
WIDTH=
"42.0"
 
HPOS=
"4032.0"
 
VPOS=
"993.0"
 
CONTENT=
"a"
 
WC=
"0.8095238"
/>

                        
<SP
 
WIDTH=
"68.0"
 
HPOS=
"4074.0"
 
VPOS=
"993.0"
/>

                        
<String
 
HEIGHT=
"81.0"
 
WIDTH=
"228.0"
 
HPOS=
"4143.0"
 
VPOS=
"972.0"
 
CONTENT=
"Ira"
 
WC=
"0.95238096"
/>

                        
<SP
 
WIDTH=
"447.0"
 
HPOS=
"4371.0"
 
VPOS=
"972.0"
/>

                        
<String
 
HEIGHT=
"84.0"
 
WIDTH=
"81.0"
 
HPOS=
"4818.0"
 
VPOS=
"975.0"
 
CONTENT=
"mj"
 
WC=
"0.8095238"
/>

                        
<SP
 
WIDTH=
"687.0"
 
HPOS=
"4899.0"
 
VPOS=
"975.0"
/>

                        
<String
 
HEIGHT=
"63.0"
 
WIDTH=
"105.0"
 
HPOS=
"5586.0"
 
VPOS=
"984.0"
 
CONTENT=
"iI"
 
WC=
"0.8095238"
/>

                        
<SP
 
WIDTH=
"416.0"
 
HPOS=
"5691.0"
 
VPOS=
"984.0"
/>

                        
<String
 
HEIGHT=
"90.0"
 
WIDTH=
"810.0"
 
HPOS=
"6108.0"
 
VPOS=
"972.0"
 
CONTENT=
"tE1r"
 
WC=
"0.8095238"
/>

                        
<SP
 
WIDTH=
"585.0"
 
HPOS=
"6918.0"
 
VPOS=
"972.0"
/>

                        
<String
 
HEIGHT=
"51.0"
 
WIDTH=
"27.0"
 
HPOS=
"7503.0"
 
VPOS=
"1008.0"
 
CONTENT=
"3"
 
WC=
"0.8095238"
/>

                    
</TextLine>

                    
<TextLine
 
HEIGHT=
"39.0"
 
WIDTH=
"24.0"
 
HPOS=
"6792.0"
 
VPOS=
"1065.0"
>

                        
<String
 
HEIGHT=
"39.0"
 
WIDTH=
"24.0"
 
HPOS=
"6792.0"
 
VPOS=
"1065.0"
 
CONTENT=
"i"
 
WC=
"0.8095238"
/>

                    
</TextLine>

                    
<TextLine
 
HEIGHT=
"42.0"
 
WIDTH=
"30.0"
 
HPOS=
"2517.0"
 
VPOS=
"1125.0"
>

                        
<String
 
STYLEREFS=
"ID3"
 
HEIGHT=
"42.0"
 
WIDTH=
"30.0"
 
HPOS=
"2517.0"
 
VPOS=
"1125.0"
 
CONTENT=
"c"
 
WC=
"0.8095238"
/>

                    
</TextLine>

                    
<TextLine
 
HEIGHT=
"1269.0"
 
WIDTH=
"16026.0"
 
HPOS=
"294.0"
 
VPOS=
"1404.0"
>

                        
<String
 
HEIGHT=
"1269.0"
 
WIDTH=
"2052.0"
 
HPOS=
"294.0"
 
VPOS=
"1404.0"
 
CONTENT=
"JiLas"
 
WC=
"0.8095238"
>

                            
<ALTERNATIVE>
Jails
</ALTERNATIVE>

                        
</String>

                        
<SP
 
WIDTH=
"272.0"
 
HPOS=
"2346.0"
 
VPOS=
"1404.0"
/>

                        
<String
 
STYLEREFS=
"ID4"
 
HEIGHT=
"219.0"
 
WIDTH=
"1023.0"
 
HPOS=
"2619.0"
 
VPOS=
"2184.0"
 
CONTENT=
"Edition"
 
WC=
"0.95238096"
/>

                        
<SP
 
WIDTH=
"677.0"
 
HPOS=
"3642.0"
 
VPOS=
"2184.0"
/>

                        
<String
 
STYLEREFS=
"ID5"
 
HEIGHT=
"771.0"
 
WIDTH=
"1920.0"
 
HPOS=
"4320.0"
 
VPOS=
"1839.0"
 
CONTENT=
"THE"
 
WC=
"1.0"
>

                            
<ALTERNATIVE>
TIIE
</ALTERNATIVE>

                            
<ALTERNATIVE>
TIE
</ALTERNATIVE>

                        
</String>

                        
<SP
 
WIDTH=
"503.0"
 
HPOS=
"6240.0"
 
VPOS=
"1839.0"
/>

                        
<String
 
STYLEREFS=
"ID5"
 
HEIGHT=
"792.0"
 
WIDTH=
"6312.0"
 
HPOS=
"6744.0"
 
VPOS=
"1833.0"
 
CONTENT=
"WINCHESTER"
 
WC=
"1.0"
/>

                        
<SP
 
WIDTH=
"527.0"
 
HPOS=
"13056.0"
 
VPOS=
"1833.0"
/>

                        
<String
 
STYLEREFS=
"ID5"
 
HEIGHT=
"771.0"
 
WIDTH=
"2736.0"
 
HPOS=
"13584.0"
 
VPOS=
"1824.0"
 
CONTENT=
"NEWS"
 
WC=
"1.0"
/>

                    
</TextLine>

                
</TextBlock>

            
</PrintSpace>

        
</Page>

    
</Layout>

  
</alto>

```